# Де Санктис, Франческо (архитектор)
 Франческо де Санктис  (итал. Francesco De Sanctis; 19 ноября 1679, Рим — 26 марта 1731, Рим) — итальянский архитектор периода позднего римского барокко.
Родился в Риме в семье Пьетро Паоло и Елены Арпини. Упоминается в качестве архитектора с 1715 года.
Де Санктис известен главным образом в качестве автора знаменитой «Испанской лестницы», построенной между 1723 и 1725 годами в ознаменование мирного договора между Францией и Испанией и освящённой в 1725 году Папой Бенедиктом XIII по случаю Юбилейного года Католической церкви (Giubileo universale della Chiesa cattolica). Лестница соединила Площадь Испании и вершину холма Пинчо с расположенной там церковью Сантиссима-Тринита-дей-Монти.
В 1717 году состоялся конкурс на лучший проект. Его выиграли Алессандро Спекки и Франческо де Санктис. Однако дипломатические интриги, связанные с юрисдикцией участка земли между Францией и папством, помешали осуществлению проекта, и лестница была построена позднее де Санктисом, который использовал многое из архитектурных предложений Спекки. Однако не удалось устроить фонтаны и два ряда деревьев по сторонам лестничных маршей.
Другое известное произведение де Санктиса — фасад церкви Тринита-дей-Пеллегрини с вогнутым и сильно раскрепованным двухъярусным фасадом. Строительство по проекту де Санктиса осуществлял в 1722—1723 годах  Джузеппе Сарди.
В начале 1720 года Франческо де Санктис стал архитектором церкви Сант-Эджидио-ин-Трастевере. В 1723 году он выполнял существенные работы по расширению церкви, а также церкви Тринита-дей-Пеллегрини, с которой он оставался связанным до своей смерти.
Через два года после завершения строительства Испанской лестницы несущие стены Viale del Pincio, построенные в то же время, обрушились из-за проливных дождей и строительных ошибок, что привело к серьёзным повреждениям самой лестницы. И хотя ответственность возложили на каменщиков, многие обвинили архитектора. В результате репутация де Санктиса значительно пострадала, и после 1726 года его деятельность сводилась к скромным ремонтным работам.
Франческо де Санктис умер в Риме 26 марта 1731 года и похоронен в церкви Сан-Джузеппе-дей-Фаленьями.